# Шпаклер, Григорий Исаевич
Григо́рий Иса́евич Шпа́клер (17 марта 1942, Москва — 21 апреля 1989) — советский кинооператор.

## Биография
Родился в Москве. С 1961 года работал на «Мосфильме» в качестве ассистента оператора.
Окончил операторский факультет ВГИКа в 1970 году. Был вторым оператором на картинах: «Кремлёвские куранты» (1970), «Визит вежливости» (1972), «Выбор цели» (1974), «Мой дом — театр» (1975), «Стажёр» (1976), «Служебный роман» (1977), «Возвращение доктора»  (Киноальманах «Молодость» № 2; 1980), «Ответный ход» (1981), «Лунная радуга» (1983).
Скончался 21 апреля 1989 года.

## Фильмография
- 1969 — Тимоня (документальный)
- 1970 — Коловерть (Киноальманах «В лазоревой степи»)
- 1978 — На новом месте (совместно с Д. Коржихиным)
- 1980 — Старый Новый год (фильм, 1980) (совместно с Н. Ардашниковым)